# Făurei (okręg Vrancea)
Făurei – wieś w Rumunii, w okręgu Vrancea, w gminie Garoafa. W 2011 roku liczyła 633
mieszkańców